# Эксплуатация паровозов О
В 1890 году Коломенским заводом были выпущены паровозы нового типа. Принятие новых паровозов основными обусловило их массовый выпуск и распространение практически по всем дорогам России, а затем СССР.

## До революции
Паровозы заводских типов 39 и 40 Коломенского завода поступали только на Владикавказскую железную дорогу, также небольшая партия поступила на Московско-Нижегородскую. Министерство путей сообщения и частные железные дороги тем временем продолжали заказывать паровозы типа 0-4-0 серии Ч с простой паровой машиной. Но уже в 1892 году комиссия под председательством Н. Л. Щукина, рассмотрев результаты эксплуатации паровозов с машиной компаунд, приняла решение заказывать подобные паровозы для казённых железных дорог. В это время опытную партию паровозов Ч с машиной компаунд выпустили Брянский (заводской тип 1) и Коломенский (заводской тип 54) заводы, комиссией они были признаны неприемлемыми. Так, у паровозов Брянского завода была повышенная нагрузка от колёсных пар на рельсы (14,2 тс, при допустимой 13 тс), а у паровозов типа 54 парораспределительный механизм с внутрирамным расположением кулисы был неудобен при ремонте и обслуживании.
Паровозы типа 50 Коломенского завода со сцепной массой 50 т больше всего удовлетворяли требованиям комиссии, и она заказала Коломенскому заводу партию таких паровозов, которые поступили на Курско-Харьково-Севастопольскую железную дорогу. В 1893 году после детального изучения работы этих локомотивов комиссией Министерства путей сообщения был предложен ряд конструкционных изменений, после выполнения которых новый паровоз получил наименование «паровоз нормального типа 1893 г.» и был принят к серийной постройке для всех железных дорог. Из частных железных дорог новый паровоз заказывали только Юго-Восточные, Владикавказская и Рязано-Уральская железные дороги (табл. 1).
| Дорога первоначальной приписки      | Количество поступивших паровозов | Серия      | Номера                                |
| ----------------------------------- | -------------------------------- | ---------- | ------------------------------------- |
| Владикавказская                     | 81                               | Л          | 421—480, 501—521                      |
| Курско-Харьково-Азовская            | 98                               | КА, КЕ     | 640—670, 680—746                      |
| Харьково-Николаевская               | 72                               | ГП, ГС     | 301—349, 401—423                      |
| Екатерининская                      | 135                              | К, КП      | 501—584, 601—651                      |
| Закавказская                        | 40                               | ЗК         | 401—440                               |
| Западно-Сибирская, Средне-Сибирская | 59                               | КП, КБ, КК | 1213—1224, 1226—1249, 1262—1284       |
| Ивангородо-Домбровская              | 8                                | Е          | 76—83                                 |
| Либаво-Роменская                    | 59                               | ТА         | 701—759                               |
| Московско-Казанская                 | 20                               | АБ, АГ     | 312—331                               |
| Московско-Курская                   | 87                               | ОН, ОП     | 1—87                                  |
| Московско-Ярославо-Вологодская      | 21                               | Н          | 307—327                               |
| Николаевская                        | 37                               | О          | 501—537                               |
| Пермская                            | 12                               | К          | 301—312                               |
| Полесские                           | 20                               | БК         | 401—420                               |
| Риго-Орловская                      | 21                               | ББ         | 103—106, 113, 293—303, 388—392        |
| Рязанско — Уральская                | 201                              | Т          | 442—651                               |
| Самаро-Златоустовская               | 107                              | БК         | 137—195, 301—328, 342—361             |
| Сызрано-Вяземская                   | 21                               | Б          | 520—540                               |
| Уссурийская                         | 12                               | К, КА      | 201—204, 206—213                      |
| Юго-Восточные                       | 178                              | ШК, БК, ПК | 552—600, 651—779                      |
| Юго-Западные                        | 74                               | КП, КК     | 151—169, в интервале 191—287 (55 шт.) |
| Лесное хозяйство Брянского завода   | 1                                | …          | …                                     |
| Всего                               | 1373                             | 1373       | 1373                                  |
| 1. 2. 3. 4.                         |                                  |            |                                       |

Паровозы «типа 1893 г.» (в 1912 году им было присвоено обозначение Од) расходовали больше угля, чем паровозы серии Ч. В результате в 1896 году на обсуждении XVII Совещательного съезда инженеров службы тяги был поставлен вопрос о конструктивных недостатках нового паровоза. На съезде было намечено 99 изменений в конструкцию паровоза, выполнение которых было поручено Коломенскому заводу. Так возник паровоз «нормального типа 1897 г.» (с 1912 года — Од). Новый паровоз изготовляли все предприятия России, имеющие возможность выпускать паровозы. Паровозы нового типа получили широкое распространение на казённых и многих частных железных дорогах России (табл. 2)
| Дорога первоначальной приписки      | Количество поступивших паровозов | Серия                    | Номера |
| ----------------------------------- | -------------------------------- | ------------------------ | --- |
| Забайкальская                       | 154                              | КХ,КС, КГ,КК, КП, КН, КБ | 101—151, 201—248, 301—341, 401—409, 501, 601—603, 701                                                                                         |
| Балтийско-Псково-Рижская            | 49                               | П                        | 301—349 |
| Белгород-Сумская                    | 10                               | БК                       | 21—30 |
| Владикавказская                     | 60                               | Л                        | 481—540 |
| Варшаво-Венская                     | 29                               | Б                        | 101—129 |
| Екатерининская                      | 399                              | КН, КХ, КГ               | 497—499, 585—600,680—895, 920—948, 901—928 (с 1902 года оставшиеся из них на дороге имели номера в интервале 1133—1150), 1101—1132, 1201—1275 |
| Закавказская                        | 96                               | ЗХ, ЗХМ, ЗКЛ, ЗСЛ        | 441—495, 601—640, 651 |
| Курско-Харьково-Севастопольская     | 82                               | КП, КХ                   | 747—749, 781—859 |
| Харьково-Николаевская               | 110                              | ГС, ГК                   | 424—465, 501—576 |
| Либаво-Роменская                    | 106                              | ТП, ТГ, ТА               | 613—642, 760—835 |
| Московско-Брестская                 | 73                               | Т                        | 400—472 |
| Московско-Курская                   | 59                               | ОП, ОС                   | 88—116, 190—201, 215—232 |
| Московско-Нижегородская             | 101                              | ОС, ОХ                   | 117—189, 202—214, 233—247 |
| Московско-Ярославско-Архангельская  | 76                               | НП, НС, Н, НГ            | 260—271, 328—391 |
| Николаевская                        | 98                               | ОА                       | 301—308, 311—400 |
| Пермская                            | 99                               | К                        | 313—411 |
| Петербурго-Варшавская               | 68                               | Н                        | 1—38, 40—69 |
| Полесские                           | 91                               | СК, БК                   | 326—337, 421—499 |
| Привисленские                       | 84                               | Е                        | 1—61, 84—106 |
| Риго-Орловская                      | 212                              | ББ, БК, БН               | 101, 102, 107—112, 114—125, 131—163, 252—281, 320—333, 393—399, 450—499, 521—578                                                              |
| Рязано-Уральская                    | 181                              | Т                        | 652—824, 901—908 |
| Самаро-Златоустовская               | 143                              | БК                       | 329—341, 362—491 |
| Западно-Сибирская, Средне-Сибирская | 282                              | КХ, КБ, КП, КС, КН       | 1253—1261, 1285—1293, 1302—1356, 1361—1451, 1458—1474, 1479—1499, 1525—1604                                                                   |
| Сызрано-Вяземская                   | 138                              | СК, БА, П, Х             | 470—476, 541—556, 600—698, 800—815 |
| Уссурийская                         | 20                               | Л, ЕА                    | 250—259, 280—289 |
| Юго-Восточные                       | 147                              | …                        | 780—802, 817—940 |
| Юго-Западные                        | 160                              | КЛ, КК, КС, КП, КВ, КХ   | 1—36, в интервале 191—287 (42 шт.); 288—299, 302—325; 351—366, 401—406, 411—434                                                               |
| Лесное хозяйство Брянского завода   | 1                                | …                        | … |
| …                                   | 36                               | …                        | … |
| Всего                               | 3172                             | 3172                     | 3172 |
| 1. 2. 3. 4.                         |                                  |                          | |

Паровозы Од также оказались недостаточно экономичными, поэтому в 1901 году XXIII Совещательный съезд инженеров службы тяги рассмотрел вопрос о работе паровозов «типа 1897 г.» и рекомендовал при заказе новых паровозов внести ряд очередных конструкционных изменений.
| Дорога первоначальной приписки                                                      | Количество поступивших паровозов | Серия                          | Номера |
| ----------------------------------------------------------------------------------- | -------------------------------- | ------------------------------ | --- |
| Богословская                                                                        | 21                               | …                              | 447—454, 571, 572, 587—590, 611—617 |
| Владикавказская                                                                     | 125                              | Л                              | 541—600, 1401—1465 |
| Екатерининская                                                                      | 409                              | ЛП, ЛХ, ЛБ, ЛГ, ЛС             | 652—679, 949—1017, 1151—1189, 1276—1538, 1701—1710 |
| Забайкальская                                                                       | 229                              | КХ, КС, КГ, КК, КП, КВ, КН, КБ | 152—156, 249—264, 295—300, 358—387, 410—413, 418—440, в интервале 502—522 (10 шт.), 604—657, 739—759, 901—918, 951—961, … (31 шт.)                                             |
| Закавказская                                                                        | 95                               | ЗГ, ЗСТ, ЗКГ, ЗБГ, ЗХГ, ЗГ     | 665—668, 670, 672—689, 691—696, 701—715, 755, 774—776, 790—799, 801—829, 951—958                                                                                               |
| Китайско-Восточная                                                                  | 33                               | …                              | 701—733 |
| Ковельско-Владимирская                                                              | 2                                | …                              | 1840, 1841 |
| Курско-Харьково-Севастопольская*                                                    | 37                               | КБ, КГ, КН                     | 750—769 (949—968), 901—920, 921—937 (1423—1439) |
| Харьково-Николаевская*                                                              | 75                               | ГП, ГХ, ГБ, ГН, ГТ, ГНЗ        | 350—355 (1216—1221), 577—611 (914—948), 701—707 (1201—1207), 901—905 (1301—1305), 951—972 (1401—1422)                                                                          |
| Южные                                                                               | 330                              | КР, КП, КК, КЛ, КС, КН         | 1001—1112, 1151—1199, 1222—1235, 1241—1260, 1265—1300, 1306—1354, 1440—1489 |
| Либаво-Роменская                                                                    | 117                              | ТСР, ТХР, ТН, ТГ, ТП           | 320—328, 426—431, 521—568, 643—673, 908—930 |
| Московско-Брестская                                                                 | 62                               | Т                              | 473—483, 502, 529—578 |
| Московско-Курская, Нижегородская и Муромская                                        | 103                              | ОХ, ОС, ОБ, ОГ, ОН             | 248—264, 277—285, 295, 300—304, 320—339, 372—427, 438, 439 |
| Московско-Ярославско-Архангельская                                                  | 106                              | Н, НС, НП, НХ, НБ, НВ          | 254—259, 272—303, 401—458, 471—480 |
| Николаевская                                                                        | 302                              | ОБ                             | 401—423, 429—470, 476—499, 801—818, 1001—1125, 1132—1188, 1199—1211 |
| Пермская                                                                            | 119                              | К                              | 412—429, в интервале 430—524 (86 шт.), 525—539 |
| Полесские                                                                           | 76                               | БТ, ХК, ПК                     | 101—115, 234—262, 338—355, 371—376, 383—390 |
| Привисленские                                                                       | 194                              | Е                              | 62—75, 107—185, 199—280, 286—298, повторно 215—219 и 229 |
| Риго-Орловская                                                                      | 87                               | ББ, БХ                         | 126—130, 338—350, 371—387, 400, 433—449, 579—593, 701—716, повторно 341—343 |
| Рязано-Уральская                                                                    | 63                               | Т                              | 825—887 |
| Самаро-Златоустовская                                                               | 68                               | БК                             | 492—513, … (46 шт.) |
| Сибирская                                                                           | 234                              | КП, КН, КС, КБ, КВ, КГ, КХ, КК | 1605—1668, 1677—1690, 1696—1711, 1739—1747, 1752—1756, 1767—1770, 1774—1789, 1799—1818, 1828—1842, 1847—1851, 1853—1867, 1869—1887, 1889—1901, 1910—1918, 1920—1923, 1927—1932 |
| Среднеазиатская                                                                     | 141                              | П1, П2, ПХ, П3, ПМ, ПН         | 1001—1015, 1021—1061, 1143—1189, 1201—1208, 1251—1275, 1301—1305 |
| Сызрано-Вяземская                                                                   | 45                               | СР, НА, ГА, ША                 | 477—496, 504—519, 750 −755, 816—818 |
| Ташкентская                                                                         | 158                              | П                              | 309—315, 326—359, 383—391, 442—473, 479—484, 533—601 (1 шт.) |
| Северо-Западные                                                                     | 73                               | Н                              | 1—38, 40—74 |
| Уссурийская                                                                         | 12                               | Н                              | 261—272 |
| Юго-Восточные                                                                       | 20                               | ПТ                             | 861—880 |
| Юго-Западные                                                                        | 102                              | КА                             | 501—602 |
| Юго-Западные                                                                        | 30                               | КТ                             | 600—629 |
| Юго-Западные                                                                        | 64                               | КР                             | 701—764 |
| Юго-Западные                                                                        | 35                               | КИ                             | 801—835 |
| Юго-Западные                                                                        | 264                              | КЯ                             | 901—1164 |
| Юго-Западные                                                                        | 7                                | КЗ                             | 1001—1007 |
| Юго-Западные                                                                        | 11                               | КМ                             | 1101—1111 |
| Юго-Западные                                                                        | 30                               | Н                              | 842—871 |
| Юго-Западные                                                                        | 6                                | НС                             | 924—929 |
| Юго-Западные                                                                        | 5                                | НХ                             | 937—941 |
| Лесное хозяйство Брянского завода                                                   | 1                                | …                              | … |
| Южно-Русско-Днепровское металлургическое общество                                   | 2                                | …                              | … |
| Всего                                                                               | 3913                             | 3913                           | 3913 |
| *В скобках даны номера паровозов после включения их в парк образованных Южных дорог |                                  |                                | |

| Дорога первоначальной приписки               | Количество поступивших паровозов | Серия | Номера                                                                       |
| -------------------------------------------- | -------------------------------- | ----- | ---------------------------------------------------------------------------- |
| Сибирская                                    | 63                               | К     | 1669—1676, 1693, 1712—1738, 1749—1751, 1790—1797, 1819—1827, 1904—1909, 1943 |
| Николаевская                                 | 16                               | ОБ    | 424—428, 471—475, 1126—1131                                                  |
| Самаро-Златоустовская                        | 15                               | БК    | 514—523, … (5 шт.)                                                           |
| Среднеазиатская                              | 17                               | ПК    | 1101—1117                                                                    |
| Московско-Курская, Нижегородская и Муромская | 57                               | ОК    | 305—319, 340—371, 428—437                                                    |
| Привисленские                                | 13                               | Е     | 186—198                                                                      |
| Северо-Западные                              | 1                                | Н     | 39                                                                           |
| Сызрано-Вяземская                            | 9                                | НК    | 391—399                                                                      |
|                                              | 30                               | СД    | 566—595                                                                      |
| Ташкентская                                  | 24                               | П     | 392—415                                                                      |
| Московско-Ярославско-Архангельская           | 12                               | НК    | 459—470                                                                      |
| Пермская                                     | 8                                | К     | 540—547                                                                      |
| Всего                                        | 265                              | 265   | 265                                                                          |

| Дорога первоначальной приписки                                                                               | Количество поступивших паровозов | Серия | Номера                        |
| --- | -------------------------------- | ----- | ----------------------------- |
| Юго-Восточные железные дороги                                                                                | 6                                | …     | …                             |
| Южно-Русско-Днепровское металлургическое общество                                                            | 1                                | …     | …                             |
| Вознесенский каменноугольный рудник Карпова                                                                  | 2                                | …     | …                             |
| Русско-бельгийское металлургическое общество                                                                 | 4                                | …     | …                             |
| Волго-Бугульминская железная дорога (Симбирск — Уфа)                                                         | 16                               | …     | 1—16                          |
| Алексеевское горнопромышленное общество                                                                      | 3                                | …     | …                             |
| Ейская железная дорога (Сосыка-Ейская — Ейск)                                                                | 16                               | МЕ    | Нечётные из интервала 101—131 |
| Гербы-Келецкая железная дорога                                                                               | 16                               | …     | …                             |
| Троицкая железная дорога (Троицк — Кустанай — Тобол — Карталы, Карталы — Орск — Оренбург, Троицк — Полетаево | 14                               | ОВ    | 1—14                          |
| Кадиевский рудник                                                                                            | 1                                | …     | …                             |
| Общество Макеевских заводов                                                                                  | 1                                | …     | …                             |
| Черноморско-Кубанская железная дорога (Тихорецкая — Краснодар — Тимашёвская — Ахтари)                        | 31                               | ОВ    | 101—131                       |
| Токмакская железная дорога (Фёдоровка — Токмак — Цареконстантиновка)                                         | 12                               | НХ    | 1—12                          |
| Семиреченская железная дорога (Арысь — Пишлек — Токмак)                                                      | 30                               | ОВ    | 1—30                          |
| Бухарская железная дорога (Каган — Карши, Карши — Термез)                                                    | 33                               | ОВ    | 1—33                          |
| Кулундинская железная дорога (Татарская — Тарасук — Куланда)                                                 | 2                                | ОВ    | …                             |
| Олонецкая железная дорога (Олонец — Петрозаводск — Званка)                                                   | 2                                | ОВ    | …                             |
| Всего | 190                              | 190   | 190                           |

## 1917—1941

### За рубежом
В 1918 году, в результате перемирия с Германией, от России были отторгнуты огромные территории. Вместе с ними за пределами страны оказалось и несколько сотен локомотивов. Среди них были паровозы серий Ч, Щ, С, Н и т. д., но большинство составляли паровозы серии О. Они активно эксплуатировались на заграничных железных дорогах, где их нередко модернизировали.
На железных дорогах Польши паровозы Од и Ов были переименованы соответственно в серии Тр102 и Тр104, где Т означала Towarowe (пол. Товарный), а маленькая р — осевую характеристику локомотива (0-4-0). Их переделали на европейскую колею (1435 мм) и эксплуатировали, в основном, на второстепенных линиях. В 1939 году, после нападения Германии на Польшу, часть этих паровозов оказалась на территории Германии, где бывшим русским паровозам серий О, Ч и Щ присваивали единую серию — 55.61. В ноябре 1939 года, в результате пакта Молотова — Риббентропа, в состав СССР были включены Западная Белоруссия и Западная Украина, а локомотивный парк пополнился 5 тыс. паровозов, среди которых числились и старые русские паровозы. Последним, после переделки их на колею 1524 мм, вернули старые обозначения.
На железных дорогах Латвии паровозы серий Од, Ов и Оп составляли большинство локомотивного парка. Паровозам Од и Ов были присвоено обозначение серии Пк, а паровозам Оп — Пкп. На момент включения Латвии в состав Советского Союза (июнь 1940 года) её локомотивный парк составлял 290 локомотивов, из них 75 составляли паровозы серии О (36 Од , 33 Ов и 6 Оп).
На железных дорогах Литвы самыми распространёнными грузовыми локомотивами являлись паровозы серий Од и Ов. Их переделали на колею 1435 мм и присвоили новое обозначение серии — По. В 1924—1925 годах на заводе Феникс в Риге эти локомотивы прошли капитальный ремонт, который заключался в постановке новых котлов, изготовленных на заводе ЧКД в Праге.

## В годыВеликой Отечественной войны
С самого начала войны перед железнодорожным транспортом возникла труднейшая задача — к народнохозяйственным перевозкам прибавились перевозки для фронта. Доставка войск и боеприпасов на фронт, эвакуация предприятий вглубь страны — всё это требовало значительного повышения пропускной способности железных дорог. Требовались мощные локомотивы и паровозы О с их малым весом совсем не подходили для этого. Их, в основном, переместили глубоко в тыл страны, где вскоре на их «плечи» легла большая и важная задача. Дело в том, что к началу 1940-х на крупных предприятиях, заводах и электростанциях работали более современные локомотивы (в основном паровозы Э), но с началом войны их отправили на стратегические магистрали. Предприятиям требовались локомотивы для обслуживания подъездных путей. Более совершенных паровозов серий Y, Ь, Ы, 9П насчитывалось всего несколько сотен, в то время как «овечек» с «джойками» только на железных дорогах НКПС числилось более 5 тысяч. К тому же паровозы О отличались неприхотливостью как в надёжности, так и в топливе. Этот паровоз стал выполнять всю основную перевозочную работу внутри заводов, обеспечивая тем самым их высокую производительность.